# كهف الماموث (جبل طارق)
كهف الماموث (بالإنجليزية: Mammoth Cave)‏ هو كهف يقع ضمن أقاليم ما وراء البحار البريطانية في منطقة جبل طارق التابعة للتاج البريطاني.